# Pcicz (stacja kolejowa)
Pcicz (biał. Пціч, ros. Птичь) – stacja kolejowa w miejscowości Pcicz, w rejonie petrykowskim, w obwodzie homelskim, na Białorusi. Leży na linii Homel - Łuniniec - Żabinka.